# Arrondissement de Braunsberg
L'arrondissement de Braunsberg est un arrondissement de la province de Prusse-Orientale qui existe entre 1818 et 1945. De 1773 à 1818, il existe déjà un arrondissement de Braunsberg en Ermeland, mais il couvre un territoire bien plus vaste.

## Géographie
L'arrondissement de Braunsberg comprend le nord de la Varmie et borde la lagune de la Vistule au nord-ouest. La rivière Passarge, qui se jette dans la lagune de la Vistule dans la zone de l'arrondissement, forme la limite sud-ouest de l'arrondissement avec l'arrondissement de Preußisch Holland (de).

## Histoire
Le territoire de l'arrondissement de Braunsberg appartient historiquement au prince-évêché de Warmie, qui est rattaché au royaume de Prusse en 1772 dans le cadre du premier partage de la Pologne. Après l'intégration dans l'État prussien en 1773, les deux arrondissements de Braunsberg et Heilsberg sont créés en Varmie, tous deux affectés à la Chambre de guerre et de domaine de Königsberg (de). L'arrondissement de Braunsberg a à l'époque une superficie d'environ 1 540 km2 et comprend les anciens bureaux varmiens de Braunsberg, Frauenburg, Guttstadt, Mehlsack et Wormditt,,.
Dans le cadre des réformes administratives prussiennes, il s'avère nécessaire de procéder à une vaste réforme des arrondissements dans toute la Prusse-Orientale, car les arrondissements créés en 1752 ou 1773 se sont révélés inadaptés et trop grands. En Ermeland, un nouveau arrondissement de Braunsberg est formé à partir de la partie nord-ouest de l'ancien arrondissement de Braunsberg, avec effet au 1er février 1818. Il comprend initialement les paroisses catholiques de Bludau, Braunsberg, Frauenburg, Frauendorf, Groß Rautenberg, Heinrikau, Langwalde, Layß, Lichtenau, Mehlsack, Migehnen, Peterswalde bei Mehlsack, Plaßwich, Plauten, Schalmey, Tolksdorf et Wusen>. Le bureau de l'arrondissement est situé à Braunsberg. Le 1er avril 1819, les limites du district sont à nouveau modifiées. La paroisse de Frauendorf, qui fait partie de l'arrondissement de Braunsberg, est rattachée à l'arrondissement d'Heilsberg et la paroisse de Wormditt passe de l'arrondissement d'Heilsberg à celui de Braunsberg.
L'arrondissement de Braunsberg est affecté au district de Königsberg, qui a émergé en 1808 de l'ancienne chambre de la guerre et du domaine de Königsberg.
Depuis le 3 décembre 1829, l'arrondissement fait partie - après la fusion des anciennes provinces de Prusse-Orientale et de Prusse-Occidentale - de la province de Prusse dont le siège est à Königsberg. Après la division de la province de Prusse en deux provinces, la Prusse-Orientale et la Prusse-Occidentale, l'arrondissement de Braunsberg devient partie intégrante de la Prusse-Orientale le 1er avril 1878.
Le 30 septembre 1929, une réforme territoriale a lieu dans l'arrondissement de Braunsberg, comme dans le reste de la Prusse, au cours de laquelle tous les districts de domaine, à l'exception du district de domaine inhabité de Frisches Haff, sont dissous et attribués à des communes voisines.
En mars 1945, l'Armée rouge conquiert la zone de l'arrondissement et le place sous l'administration de la République populaire de Pologne jusqu'en mai 1945, qui conserve initialement les frontières de l'arrondissement. Le nom polonais Braniewo est introduit pour l'arrondissement. Environ 80 % des habitants de l'arrondissement ont fui ou ont été transportés en Union soviétique pour y travailler. Le reste est soumis à une "vérification" après la fin de la guerre, avec pour résultat l'expulsion de la quasi-totalité des habitants à partir de février 1946 et jusqu'en 1948. L'actuel powiat de Braniewo avec la ville Braniewo n'est cependant pas identique à l'ancien arrondissement de Braunsberg, puisque Wormditt (Orneta) et ses environs sont rattachés au powiat de Lidzbark, tandis que la partie sud de l'ancien arrondissement d'Heiligenbeil est intégrée.

## Évolution de la démographie
| Année | Habitants | Source |
| ----- | --------- | ------ |
| 1800  | 49 077    | [ 7 ]  |
|       |           |        |
| 1818  | 24 173    | [ 8 ]  |
| 1846  | 43 674    | [ 9 ]  |
| 1871  | 52 456    | [ 10 ] |
| 1890  | 52 209    | [ 11 ] |
| 1900  | 53 978    | [ 11 ] |
| 1910  | 54 613    | [ 11 ] |
| 1925  | 54 493    | [ 11 ] |
| 1933  | 56 493    | [ 11 ] |
| 1939  | 60 051    | [ 11 ] |

## Politique

### Administrateurs de l'arrondissement
- 1773–179700Wilhelm Sigismund von Tettau[12]
- 1797–000000Johann von Lingk[12]
- 1817–184000Ferdinand von Schau (de)
- 1840–185400Dietrich Christoph von Groß gen. von Schwarzhoff (de)
- 1855–184400Achatius von Auerswald
- 1865–186900Theodor Dillenburger (de)
- 1869–187800Wilhelm Eduard August Kleemann
- 1878–189200Albrecht Oberg
- 1892–190000Friedrich Karl Gramsch
- 1900–190500Carl zu Dohna-Schlobitten (de)
- 1905–190500Walter Jung
- 1910–192000Heinrich von Bieler (de)
- 1920–193300Karl Stankewitz (de)
- 1933–194100Bernhard Nienaber (de)
- 1942–194300Wolfgang Born
- 1943–000000Haeszner
- 19440000000Kolhoff

### Élections
Dans l'Empire allemand, l'arrondissement de Braunsberg et l'arrondissement d'Heilsberg forment la 6e circonscription du district de Königsberg (de). Cette circonscription fortement catholique est remportée à toutes les élections du Reichstag entre 1871 et 1912 par des candidats du Zentrum ou des candidats cléricaux catholiques. Durant la République de Weimar, le Zentrum remporte la majorité absolue aux élections jusqu'en 1933.

### Constitution communale
Depuis le XIXe siècle, l'arrondissement de Braunsberg est divisé en villes, en communes rurales et en districts de domaine. Avec l'introduction de la loi constitutionnelle prussienne sur les communes du 15 décembre 1933 ainsi que le code communal allemand du 30 janvier 1935, le principe du leader est appliqué au niveau municipal. Une nouvelle constitution d'arrondissement n'est plus créée; Les règlements de l'arrondissement pour les provinces de Prusse-Orientale et Occidentale, de Brandebourg, de Poméranie, de Silésie et de Saxe du 19 mars 1881 restent applicables.

## Villes et communes

### Division administrative en 1945
Le 1er janvier 1945, l'arrondissement de Braunsberg se compose de 96 communes, dont les villes de Braunsberg, Frauenbourg, Mehlsack et Wormditt ainsi que le district de domaine inhabité de la lagune de la Vistule :
| District de bureau et communes                    | Population (1939) |
| Ville de Braunsberg                               |                   |
| 1. Braunsberg, ville                              | 21.142            |
| Ville de Frauenbourg                              |                   |
| 1. Frauenbourg, ville                             | 2.981             |
| Ville de Mehlsack                                 |                   |
| 1. Mehlsack, ville                                | 4.394             |
| Ville de Wormditt                                 |                   |
| 1. Wormditt, ville                                | 7.817             |
| District de bureau de Basien                      |                   |
| 1. Basien                                         | 973               |
| 2. Stegmannsdorf                                  | 209               |
| 3. Wusen                                          | 831               |
| District de bureau de Betkendorf                  |                   |
| 1. Betkendorf                                     | 217               |
| 2. Drewsdorf                                      | 93                |
| 3. Kreutzdorf                                     | 168               |
| 4. Schafsberg                                     | 102               |
| District de bureau de la lagune de la Vistule     |                   |
| 1. District de domaine de la lagune de la Vistule | 0                 |
| District de bureau de Heinrikau                   |                   |
| 1. Heinrikau                                      | 798               |
| 2. Kleefeld                                       | 250               |
| 3. Komainen                                       | 161               |
| 4. Neuhof                                         | 282               |
| District de bureau de Karben                      |                   |
| 1. Karben                                         | 122               |
| 2. Open                                           | 695               |
| 3. Thalbach                                       | 390               |
| District de bureau de Klenau                      |                   |
| 1. Huntenberg                                     | 107               |
| 2. Klenau                                         | 177               |
| 3. Neu Passarge                                   | 429               |
| 4. Stangendorf                                    | 162               |
| 5. Willenberg                                     | 148               |
| District de bureau de Langwalde                   |                   |
| 1. Gedauten                                       | 173               |
| 2. Klingenberg                                    | 294               |
| 3. Langwalde                                      | 588               |
| 4. Packhausen                                     | 318               |
| 5. Podlechen                                      | 172               |
| 6. Rawusen                                        | 132               |
| 7. Wölken (de)                                    | 71                |
| District de bureau de Layß                        |                   |
| 1. Layß                                           | 500               |
| 2. Rosengarth                                     | 324               |
| 3. Sonnwalde                                      | 545               |
| District de bureau de Lichtenau                   |                   |
| 1. Eschenau                                       | 193               |
| 2. Lichtenau                                      | 588               |
| 3. Liebenthal                                     | 180               |
| 4. Lotterbach                                     | 209               |
| District de bureau de Migehnen                    |                   |
| 1. Bürgerwalde                                    | 315               |
| 2. Kaschaunen                                     | 323               |
| 3. Migehnen                                       | 891               |
| 4. Millenberg                                     | 292               |
| District de bureau de Peterswalde                 |                   |
| 1. Engelswalde                                    | 205               |
| 2. Gauden                                         | 75                |
| 3. Kirschienen                                    | 182               |
| 4. Lilienthal                                     | 275               |
| 5. Peterswalde                                    | 399               |
| 6. Rosenwalde                                     | 116               |
| District de bureau de Plaßwich                    |                   |
| 1. Gedilgen                                       | 128               |
| 2. Liebenau                                       | 150               |
| 3. Pilgramsdorf                                   | 124               |
| 4. Plaßwich                                       | 670               |
| 5. Straubendorf                                   | 117               |
| District de bureau de Plauten                     |                   |
| 1. Glanden                                        | 88                |
| 2. Lotterfeld                                     | 222               |
| 3. Paulen                                         | 227               |
| 4. Plauten                                        | 310               |
| 5. Schönsee                                       | 190               |
| 6. Seefeld                                        | 198               |
| 7. Steinbotten                                    | 100               |
| 8. Woppen                                         | 197               |
| District de bureau de Rautenberg                  |                   |
| 1. Alt Münsterberg (de)                           | 150               |
| 2. Bludau (de)                                    | 381               |
| 3. Groß Rautenberg                                | 490               |
| 4. Heinrichsdorf                                  | 199               |
| 5. Karschau (de)                                  | 210               |
| 6. Klein Rautenberg (de)                          | 117               |
| 7. Kurau (pl)                                     | 392               |
| 8. Vierzighuben (de)                              | 259               |
| District de bureau de Schalmey                    |                   |
| 1. Grunenberg (de)                                | 97                |
| 2. Mertensdorf                                    | 212               |
| 3. Schalmey                                       | 362               |
| 4. Schöndamerau                                   | 598               |
| 5. Schwillgarben                                  | 143               |
| District de bureau de Schillgehnen                |                   |
| 1. Regitten                                       | 435               |
| 2. Schillgehnen                                   | 330               |
| 3. Zagern                                         | 156               |
| District de bureau de Tiedmannsdorf               |                   |
| 1. Fehlau                                         | 71                |
| 2. Parlack                                        | 149               |
| 3. Pettelkau                                      | 488               |
| 4. Tiedmannsdorf                                  | 795               |
| District de bureau de Tolksdorf                   |                   |
| 1. Blumberg                                       | 121               |
| 2. Gayl                                           | 164               |
| 3. Hogendorf                                      | 274               |
| 4. Schönau                                        | 117               |
| 5. Tolksdorf                                      | 474               |
| District de bureau de Tüngen                      |                   |
| 1. Krickhausen                                    | 285               |
| 2. Tüngen                                         | 423               |
| 3. Wagten                                         | 341               |
| District de bureau de Woynitt                     |                   |
| 1. Agstein                                        | 92                |
| 2. Bornitt                                        | 272               |
| 3. Borwalde                                       | 71                |
| 4. Heistern                                       | 235               |
| 5. Lichtwalde                                     | 149               |
| 6. Sonnenfeld                                     | 140               |
| 7. Sugnienen                                      | 256               |
| 8. Woynitt                                        | 141               |

### Communes dissoutes avant 1945
Le 17 octobre 1928, plusieurs communes peu peuplées sont incorporées dans de plus grandes communes voisines :
| - Bendauken, à Thalbach - Blieshöfen, à Schöndamerau - Bormannshof (de), à Plaßwich - Freihagen, à Heistern - Groß Maulen, à Schalmey - Groß Tromp (de), à Pettelkau - Klein Damerau, à Basien - Klein Klaussitten (de), à Peterswalde - Klein Körpen, à Gedauten - Klein Maulen, à Schöndamerau - Klein Tromp, à Pettelkau - Klopchen (de), à Schwillgarben | - Knobloch, à Schalmey - Lindmannsdorf, à Sonnwalde - Luben (de), à Wölken - Lunau (de), à Schalmey - Nallaben, à Peterswalde - Narz, à Frauenburg - Palten, à Kirschienen - Perwilten, à Layß - Peythunen, à Layß - Rahnenfeld, à Frauenburg - Scharfenstein, vGedauten - Steinkerwalde (de), à Lichtenau - Stigehnen, à Klingenberg |

Dès 1894, la commune de Schloßdamm-Braunsberg est rattachée à la ville de Braunsberg.

## Personnalités
- Hartmut Bagger (de), général et inspecteur général des forces armées allemandes
- Rainer Barzel, homme politique (CDU)
- Rudolph Borowski (1812-1890), homme politique né à Frauenbourg.
- Anton Fehlau (né en 1923 à Pilgramsdorf et mort en 2019 à Kaufbeuren), vétéran et auteur
- Ernst Josef Fittkau (de) (1927–2012), zoologiste et entomologiste
- Stanislaus Hosius prince-évêque de Varmie
- Bernhard Poschmann (de) (1878–1955), prêtre catholique et professeur d'université
- Régine Protmann, sainte catholique
- Jochen Schmauch (de) (1924-1984), éducateur allemand, agent de développement et auteur
- Karl Weierstraß, enseignant à Braunsberg